# Shuozhou
Shuozhou (chiń. 朔州; pinyin Shuòzhōu) – miasto o statusie prefektury miejskiej w środkowych Chinach, w prowincji Shanxi. Prefektura miejska w 1999 roku liczyła 1 382 002 mieszkańców.